# Lieven de Key
Lieven de Key (Gand, 1560 – Haarlem, 17 luglio 1627) è stato un architetto fiammingo attivo nei Paesi bassi.

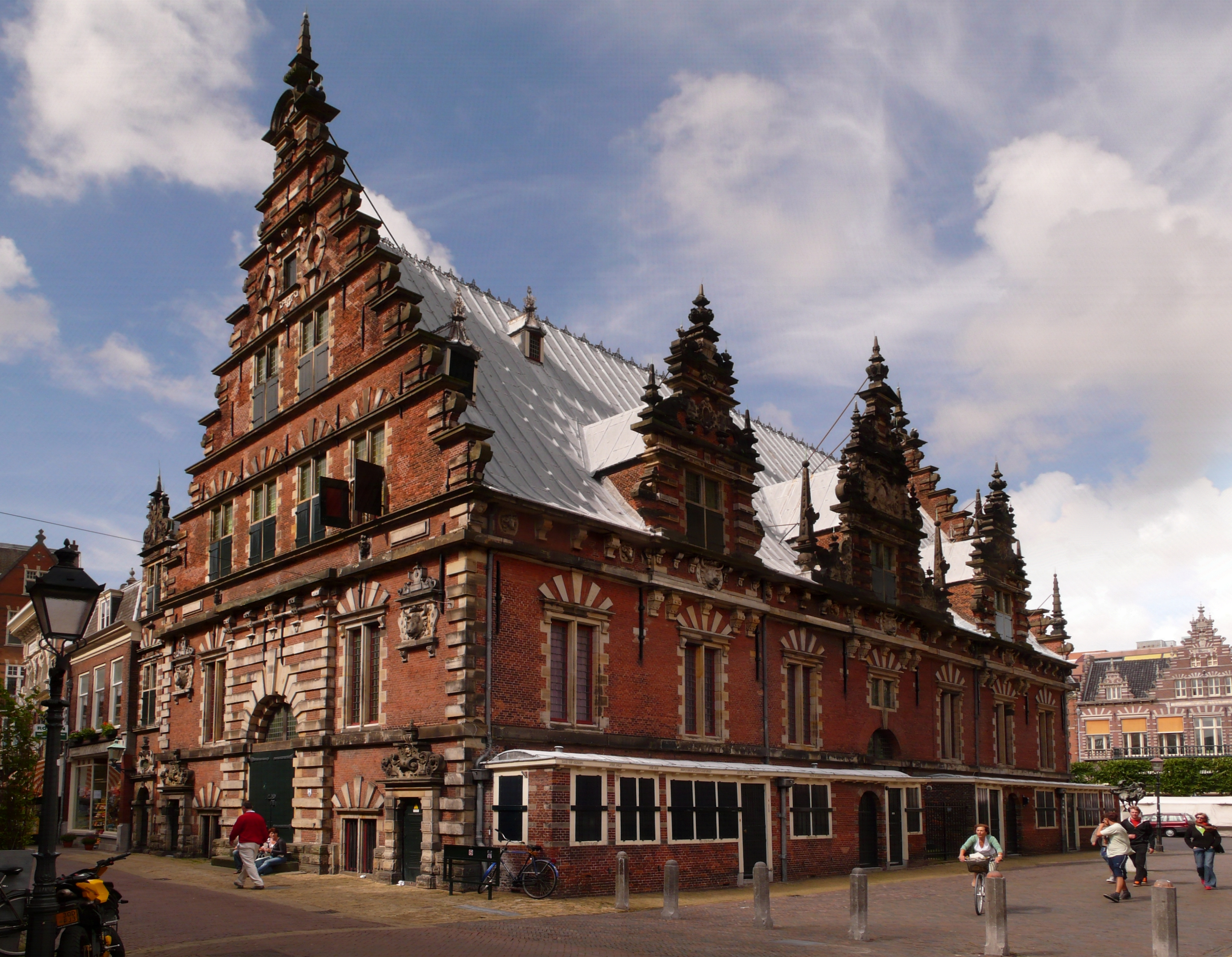
Il Mercato delle Carni ad Haarlem.

È considerato come une dei più grandi esponenti del Secolo d'oro olandese, con Hendrick de Keyser il Vecchio. Il suo lavoro, influenzato dal Manierismo, segna un vertice del Rinascimento olandese.

## Biografia

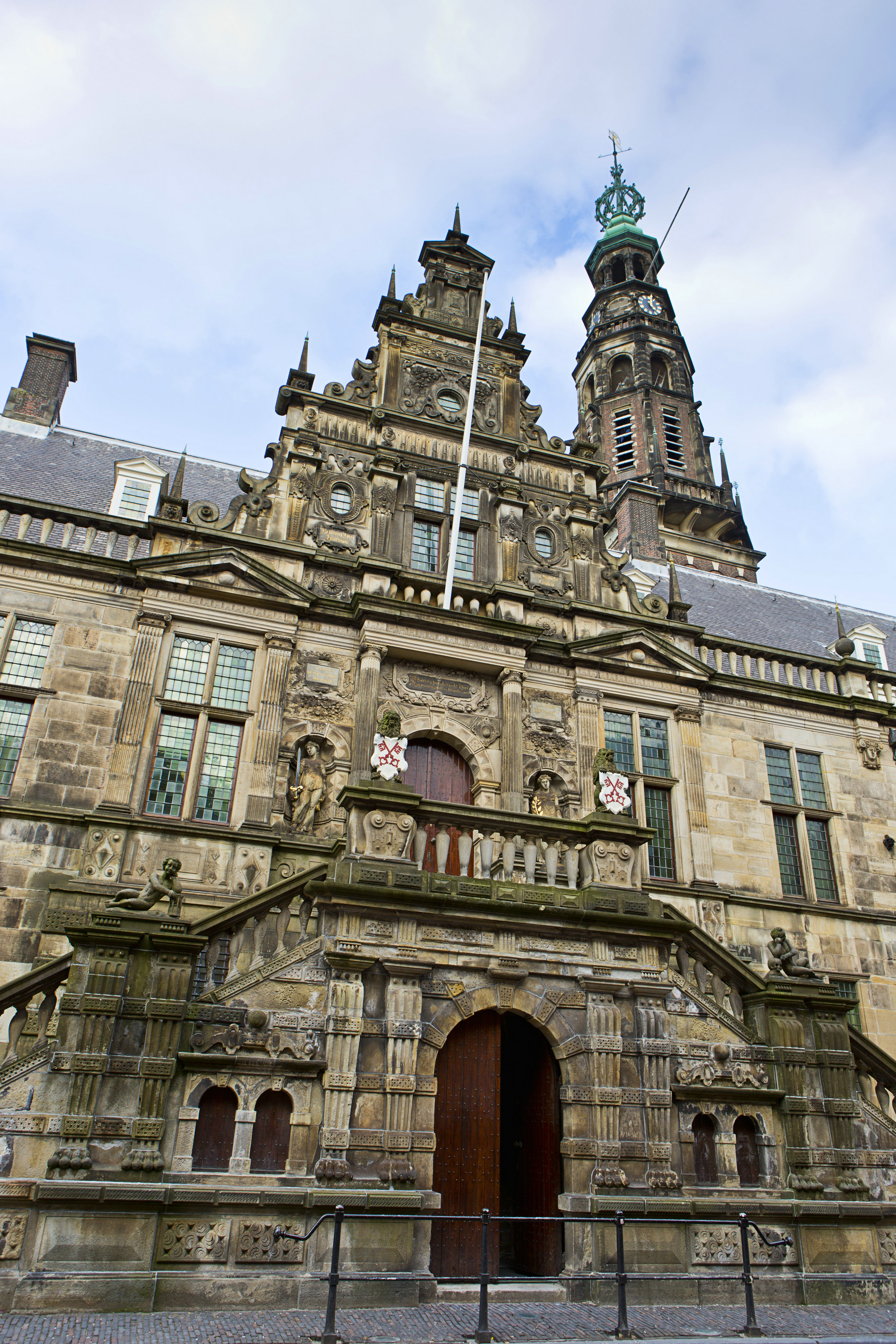
Particolare della facciata del Municipio di Leida.

Nato a Gent verso il 1560, Lieven de Key fu uno dei 15 000 emigranti originari dei Paesi Bassi meridionali che si stabilirono nelle Province Unite in seguito alla religiosa Guerra degli ottant'anni, e in particolare dopo che nel 1584 Alessandro Farnese riconquistò la regione per conto della Spagna.
Dapprima stabilitosi a Londra nel 1580, dal 1591 si trasferisce in Olanda per lavorare come architetto municipale a Leida e in seguito ad Haarlem, dal 1592.
Ad Haarlem, in particolare, eresse numerosi edifici, anche a causa del grande incendio del 1576 che rovinò gran parte della città.
Senza dubbi l'esempio più grandioso ed emblematico del suo stile architettonico è il Mercato delle Carni. Eretto nel 1601 nella caratteristica combinazione di mattoni e pietra chiara, tipico del XVII secolo olandese, si rimarca per la profusione di decorazioni sui frontoni, finestre e portali.

## Opere
- Sede della Sint-Jorisdoelen, (Guardia civica di San Giorgio), ristrutturata in seguito per divenire Proveniershuis, Ospizio, 1592, Haarlem.
- Municipio di Leida, oggi resta solo la facciata, 1595, Leida.
- Il Waag, l'edificio della pesa pubblica, 1598, Haarlem.
- Mercato delle Carni, il suo capolavoro, 1601-03, Haarlem.
- Oudemannenhuis (Ospizio), oggi sede del Frans Hals Museum, 1608, Haarlem.
- Campanile della Nieuwe Kerk, 1613, Haarlem.
- Casa dello Scultore municipale, 1616, Leida.
- Ala nord del Municipio di Haarlem, 1620.
- Portale est della Bakenesserkerk,1620, Haarlem.
- Portali degli Hofjes di Santa Barbara e Frans Loenen, Haarlem.